# Židovská obec v Náchodě
Židovská obec v Náchodě je někdejší židovská komunita ve východočeském městě Náchodě. Bývala jednou z nejstarších v Českém království a největší v Hradeckém kraji. Existovala i po vzniku Československa v roce 1918, v letech 1942–1945 však byla holokaustem z velké části zničena. Po druhé světové válce ji v roce 1946 obnovilo několik přeživších pod názvem „Israelská náboženská obec Náchod“ a starostou obce byl zvolen přeživší z koncentračního tábora Rudolf Beck. Místostarostou byl Hanuš Goldschmid, který v roce 1939 emigroval do Palestiny a do Náchoda po skončení války se vrátil. Během komunistické vlády byla na konci 60. let Náchodská israelitská náboženská obec rozpuštěna.

## Historie
První Židé se v Náchodě, založeném v roce 1254, údajně usadili již na konci 13. století. Předpokládá se, že již dříve sídlili v nedaleké tržní obci Provodov, jejíž tržní práva byla za vlády krále Přemysla Otakara II. převedena na Polici nad Metují. 
Prvním Židem známým jménem, který žil v Náchodě, byl údajně Muněk Šťastný, který je doložen v roce 1435. Dalším Židem byl Ruben v roce 1455. Roku 1491 koupil dům v Náchodě Žid Mojžíš (Moses). V té době měli Židé stejná práva jako křesťanští občané. Za vlády táboritů a loupeživého rytíře Jana Koldy ze Žampachu s nimi bylo zacházeno mírně. Na druhou stranu od roku 1456 utlačoval Náchodské panství zeman Jiří z Poděbrad, který se v roce 1458 stal českým králem. 
V 16. století počet Židů v Náchodě významně vzrostl. V roce 1541 je Jan IV. z Pernštejna vykázal, ale již po dvou letech se směli vrátit. Usadili se na pozemcích zakoupených podél jižních městských hradeb. Tam si postavili první synagogu a školu i mikve. V roce 1551 přenesla náchodská městská rada na Žida jménem Marek úřad rychtáře nad jeho souvěrci. Poplatky, které měly být zaplaceny, náležely městu nebo panství, které sídlilo na náchodském zámku.
Z roku 1577 jsou zprávy o židovské škole v Náchodě, kterou vedl Salomon Hořovský. V roce 1601 byla zdejší synagoga zbořena kvůli špatném stavu a v sousedství byla postaven nová kamenná. Krátce nato získala židovská obec místo zvané „nad Hamry“ mezi Náchodem a Starým Městem pro svůj hřbitov. Do té doby museli být mrtví převáženi na Starý hřbitov v Praze. Když během třicetileté války Židé získali se souhlasem městské rady jednotlivé pusté domy mimo Judengasse. Generál Octavio Piccolomini, který dostal od císaře v roce 1634 Náchodské panství za své služby ve válce, však rozhodl, že Židé nesmějí kupovat žádné domy mimo Judengasse.
17. května 1663 téměř celé město zničil požár. Jelikož ten údajně vypuknout v domě Žida Eliáše Březnického (Elias Presnitz), musela většina Židů město dočasně opustit. Vévodkyně Marie Benigna Saská, vdova po generálovi Piccolominim, zakázala Židům stavět nebo kupovat nové domy. Proti tomuto rozhodnutí však protestovalo město Náchod, které to chápalo jako omezení svých práv a městská rada se usnesla, že Židé mohou i nadále kupovat pozemky a domy. V dopise z 10. října 1664, pod nímž byli podepsáni Michal Lewit (Michael Löwit/h), Jakub Faišl (Jakob Faischl), Faltin Heršl (Herschl), Samuel Lazar a Mojžíš Jakub (Moses Jakob), židovská obec žádala o povolení ke stavbě domů o dvou místnostech. Za pomoci města vévodkyně povolila stavbu deseti domů, avšak pouze o jedné místnosti.

### 20. století
Po založení Československa v roce 1918 byla německá židovská škola v roce 1919 uzavřena. V čele židovské komunity průmyslník Gustav Schur, továrník Josef Lederer a podnikatel Richard Lewith. Většina židovských obyvatel se aktivně podílela na politickém a společenském životě města. Mezi sionisty a příznivci asimilace však došlo k neshodám. V roce 1922 židovská komunita založila sportovní klub „Makabi“. Přednášky a další akce židovské komunity se konaly v hale domova pro chudé a staré osoby, kterou založil Moritz Jakob Oberländer v roce 1906, mj. v roce 1930 u příležitosti 85. narozenin prezidenta Masaryka. Po jeho smrti v roce 1937 se v náchodské synagoze konala smuteční bohoslužba, kterou vedl rabín Dr. Kurzweil. V roce 1930 měla židovská komunita 293 členů.
Brzy po zřízení protektorátu Čechy a Morava byli židovští občané diskriminováni a izolováni. Od podzimu 1940 museli předložit doklad o árijském stavu. S výjimkou baru „Port Artur“ jim byl odepřen přístup do hostinců a dalších veřejných zařízení. Od roku 1942 za vlády vládního komisaře Hanse Keila musela být veškerá oficiální korespondence vedena v němčině. 14. prosince 1942 bylo více než 220 Židů transportováno hromadným transportem do koncentračního tábora Terezín, kde bylo několik z nich zabito. Zbytek byl v letech 1943 až 1944 deportován do jiných koncentračních táborů, zejména do Osvětimi-Březinky. Koncentrační tábory přežilo pouze 15 z původních židovských obyvatel města. Starý i nový židovský hřbitov, z roku 1925, byly v roce 1943 zpustošeny. Náhrobky byly prodány nebo použity jako dlažební kostky při stavbě silnic.
Po druhé světové válce byla židovská komunita v Náchodě obnovena několika přeživšími v roce 1946 pod názvem „Izraelská náboženská obec Náchod“ a na konci 60. let zanikla.

## Osobnosti obce

### Rabíni
- Tobiáš Horšic / Tobia Horschitz [p. 1]
- Moše Blumenau (1780)
- 1845-18?? Jonas Julius Wiesner (1814, Náchod - 14. května 1889 v Kolíně), rabín a autor spisů o judaismu
- Ascher Sulzbach-Rosenfeld
- 1890-1892: Eduard Ezekiel Goitein ; * 27. srpna 1864, Högyész - 1914, Burgkunstadt)[2]
- 1892–1898: Hirsch / Zvi Goitein (1863, Högyész - 29. srpna 1903, Kodaň)[2]
- 1898–1902: Heinrich (Chajim) Brody [2], s. 206.
- 1906–1928: Gustav Sicher; emigroval do Palestiny v prosinci 1939. V roce 1947 se vrátil do Prahy a stal se vedoucím českého státního rabinátu.[3]
- 1931–? Dr. C. Hugo Stránský
- 1937– ? Dr. Kurzweil

## Předsedové obce
- Isaak Mautner (1824–1901), podnikatel v textilním průmyslu
- Jakub (Jakob) Pick, podnikatel v textilním průmyslu
- Max Michael Goldschmid(t) (* 8. října 1847, Náchod - 1911, Náchod), podnikatel v textilním průmyslu, otec Hanuše Goldschmida
- Moritz Schur (1860–1933), podnikatel v textilním průmyslu
- Gustav Schur († 1935), spolumajitel textilní společnosti Isák (Isaak) Schur nebo textilní společnosti, vedoucí komunity 1933–1935
- Hanuš Goldschmid (1891–1966), vedoucí komunity z října 1935; emigroval do Palestiny v roce 1939.
- Hanuš Goldschmid, byl předsedou obce po návratu z Palestiny v roce 1947; po únorovém puči v roce 1948 emigroval do Brazílie[1]
- Rudolf Beck (1900-1988), od 1947 až do usnesení z konce 60. let 20. století[1]